# Fisktjärnarna (Föllinge socken, Jämtland)
Fisktjärnarna är en sjö i Krokoms kommun i Jämtland och ingår i Indalsälvens huvudavrinningsområde.